# Zelotes baltistanus
Zelotes baltistanus är en spindelart som beskrevs av Lodovico di Caporiacco 1934. Zelotes baltistanus ingår i släktet Zelotes och familjen plattbuksspindlar. Inga underarter finns listade i Catalogue of Life.